# Campionati europei di ciclismo su strada 2018 - Gara in linea femminile Junior
La gara in linea femminile Junior dei Campionati europei di ciclismo su strada 2018, quattordicesima edizione della prova, si disputò il 14 luglio 2018 con partenza ed arrivo a Zlín, nella Repubblica Ceca. La vittoria fu appannaggio della russa Aigul Gareeva, che terminò la gara in 2h28'29", precedendo l'italiana Vittoria Guazzini e a chiudere il podio la tedesca Hannah Ludwig.
Sul traguardo di Zlín 60 cicliste, su 98 partenti, portarono a termine la competizione.

## Squadre partecipanti
| N.    | Cod. | Squadra     |
| ----- | ---- | ----------- |
| 1-6   | NLD  | Paesi Bassi |
| 7-12  | BEL  | Belgio      |
| 13-18 | FRA  | Francia     |
| 19-20 | SWE  | Svezia      |
| 21-24 | POL  | Polonia     |
| 25    | GER  | Germania    |
| 26-29 | NOR  | Norvegia    |
| 30-33 | LTU  | Lituania    |
| 34-39 | ITA  | Italia      |
| 40-45 | CZE  | Rep. Ceca   |
| 46-49 | BLR  | Bielorussia |
| 50-52 | DEN  | Danimarca   |
| 53-54 | AUT  | Austria     |
| 55-58 | UKR  | Ukraina     |
| 59-63 | RUS  | Russia      |

| N.    | Cod. | Squadra     |
| ----- | ---- | ----------- |
| 64-69 | ESP  | Spagna      |
| 70-74 | SVK  | Slovacchia  |
| 75-80 | LAT  | Lettonia    |
| 81-82 | SUI  | Svizzera    |
| 83    | IRL  | Irlanda     |
| 84-85 | SVN  | Slovenia    |
| 86    | GRE  | Grecia      |
| 87-88 | ROM  | Romania     |
| 89    | LUX  | Lussemburgo |
| 90-91 | ISR  | Israele     |
| 92    | EST  | Estonia     |
| 93-94 | CRO  | Croazia     |
| 95    | HUN  | Ungheria    |
| 96-97 | TUR  | Turchia     |
| 98    | AZE  | Azerbaigian |

## Ordine d'arrivo (Top 10)
| Pos. | Corridore          | Squadra   | Tempo    |
| ---- | ------------------ | --------- | -------- |
| 1    | Aigul Gareeva      | Russia    | 2h28'29" |
| 2    | Vittoria Guazzini  | Italia    | a 6'01"  |
| 3    | Hannah Ludwig      | Germania  | s.t.     |
| 4    | Marie Le Net       | Francia   | s.t.     |
| 5    | Jade Wiel          | Francia   | s.t.     |
| 6    | Iuliia Galimullina | Russia    | s.t.     |
| 7    | Veronika Jandova   | Rep. Ceca | a 6'02"  |
| 8    | Olha Kulynych      | Ucraina   | s.t.     |
| 9    | Terezia Saskova    | Rep. Ceca | a 6'03"  |
| 10   | Camilla Alessio    | Italia    | a 7'34"  |